# Friedhof Sihlfeld
O Friedhof Sihlfeld é um cemitério em Wiedikon, distrito de Zurique. Foi aberto em 1877 sendo com uma área de 288.000 m² o maior cemitério de Zurique.

## Sepultamentos notáveis

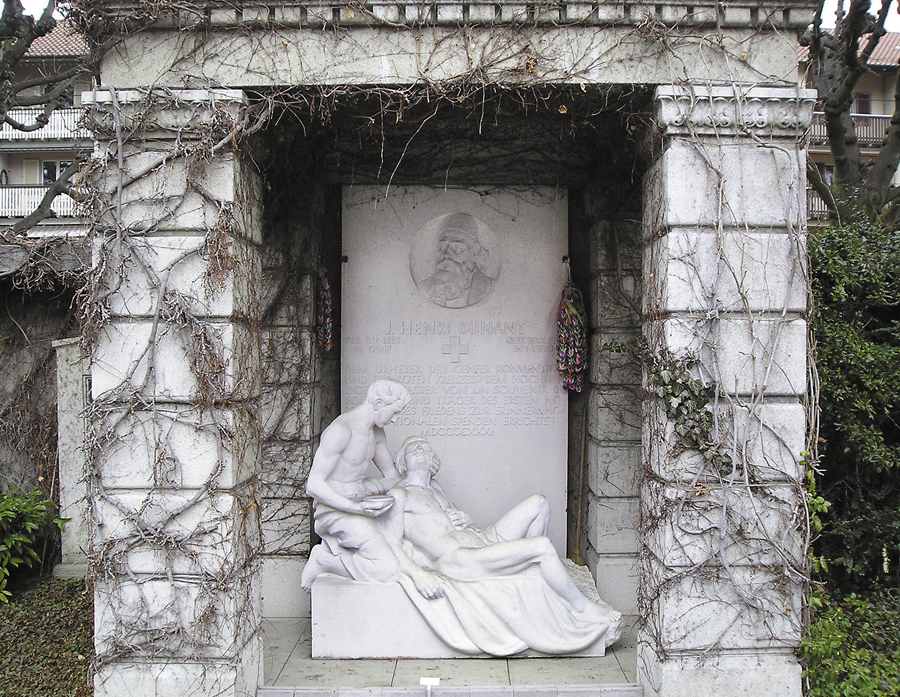
Sepultura de Henry Dunant

- Gottfried Angerer, 1851–1909, maestro, compositor e fundador da escola de música
- Wilhelm Baumgartner, 1820–1867, compositor
- August Bebel, 1840–1913, político alemão
- Rudolf Bernhard, 1901–1962, ator e fundador do Bernhard-Theater
- Alois Emanuel Biedermann, 1819–1885, teólogo
- Robert Billeter, 1857–1917, prefeito de Zurique
- Alois Emanuel Biedermann, 1819–1885, teólogo e Kantonsrat
- Walter Bion, 1830–1909, pastor e assistente social
- Alfred Friedrich Bluntschli, 1842–1930, arquiteto
- Arnold Bürkli, 1833–1894, engenheiro civil e político
- Alfred Chiodera, 1850–1916, arquiteto
- Karl Culmann, 1821–1881, engenheiro civil
- Henry Dunant, 1828–1910, Nobel da Paz[1]
- Friedrich Erismann, 1842–1915, oftalmologista e higienista
- Arnold Geiser, 1844–1909, arquiteto da cidade de Zurique, construtor do cemitério Sihlfeld
- Gustav Gull, 1858–1942, arquiteto, construtor do Museu Nacional Suíço
- Carl Hartwich, 1851–1917, farmacêutico e botânico
- Albert Heim, 1849–1937, geólogo
- Arnold Heim, 1882–1965, geólogo, pesquisador de petrogeologia
- Ignaz Heim, 1818–1880, compositor
- Marie Heim-Vögtlin, 1845–1916, primeira médica suíça
- August E. Hohler, 1925–2002, psicoterapeuta e escritor
- Gottfried Keller, 1819–1890, escritor e político
- Gottfried Kinkel, 1815–1882, teólogo, escritor e político alemão
- Richard Kisling, 1862–1917, colecionador e educador de arte
- Richard Kissling, 1848–1919, escultor
- Rudolf Koller, 1828–1905, pintor
- Emilie Lieberherr, 1924–2011, política
- Hugo Loetscher, 1929–2009, escritor
- Verena Loewensberg, 1912–1986, escultora
- Richard Paul Lohse, 1902–1988, escultor e artista gráfico
- Walter Mehring, 1896–1981, escritor alemão-judeu
- Reni Mertens, 1918–2000, documentarista
- Lorenz Oken, 1779–1851, naturalista, primeiro reitor da Universidade de Zurique
- Susanna Orelli-Rinderknecht, 1848–1939, médica, fundadora da Zürcher Frauenverein
- Hans Konrad Pestalozzi, 1848–1909, arquiteto e político
- Karl Pestalozzi, 1825–1891, engenheiro civil, professor universitário e Stadtrat
- Alfred Polgar, 1873–1955, escritor e aforista austríaco
- Joseph Regl, 1846–1911, escultor e restaurador
- Rolf Urs Ringger, 1935–2019, compositor e jornalista musical
- Johannes Scherr, 1817–1886, historiador de arte e escritor
- Carl Seelig, 1894–1962, escritor e mecenas
- Flurin Spescha, 1958–2000, escritor e publicitário em língua romanche
- Werner H. Spross, 1925–2004, empresário de horticultura, mecenas
- Johanna Spyri, 1827–1901, escritora juvenil, criadora do personagem Heidi
- Friedrich Steinfels (1895–1999), fabricante de sabão e detergente
- Peter Storrer, 1928–2016, escultor
- Carlo Vivarelli, 1919–1986, escultor e designer gráfico
- Friedrich Salomon Vögelin, 1837–1888, historiador de arte e Nationalrat
- Nanny von Escher, 1855–1932, poetisa
- Gabriel Weber, 1852–1918, compositor e diretor musical
- Wilhelm Waser, 1811–1866, arquiteto e fundador de fundação
- Adrien Turel, 1890–1957, escritor
- Lazar Wechsler, 1896–1981, produtor de filmes
- Karlheinz Weinberger, 1921–2006, fotógrafo
- Heinrich Zangger, 1874–1957, toxicologista
- Hans Rudolf Zangger, 1874–1957, médico forense e do trabalho
- Ulrich Zehnder, 1798–1877, político e fundador da Psychiatrische Uniklinik Zürich
- Eduard Ziegler, 1800–1882, prefeito de Zurique

## Horário de abertura
- 1 de março a 30 de abril: 7–19 h
- 1 de maio a 31 de agosto: 7–20 h
- 1 de setembro a 2 de novembro: 7–19 h
- 3 de novembro até o final de fevereiro: 8–17 h